# Danh Võ
Võ Trung Kỳ Danh (sinh ngày 5 tháng 8 năm 1975)  được biết với nghệ danh Danh Võ là một nghệ sĩ đương đại người Đan Mạch gốc Việt. Ông sống và làm việc tại Berlin và Thành phố México.

## Tuổi thơ và giáo dục
Danh Võ sinh ra tại Bà Rịa, Việt Nam. Trong sự kiện 30 tháng 4 năm 1975, gia đình ông và khoảng 20.000 người khác đã được tàu Mỹ di tản từ Quy Nhơn đến Phú Quốc, rồi sau đó họ đến Bà Rịa sống. Năm 1979, khi ông 4 tuổi, gia đình ông vượt biên trong một con thuyền thô sơ và được một con tàu của công ty vận tải hàng hải Đan Mạch Maersk cứu vớt. Gia đình ông định cư tại Đan Mạch, trong khi bà ngoại ông định cư tại Đức. Quá trình hòa nhập vào văn hóa Âu châu và những sự kiện dẫn đến việc gia đình ông rời bỏ Việt Nam được phản ánh trong các tác phẩm của ông, trong đó những chi tiết lịch sử lẫn cá nhân được cận kề nhau. Khi đăng ký tên tuổi cho giới chức Đan Mạch, tên đệm Trung Kỳ của ông được ghi nhận thành tên của ông.
Ông chuyển đến Berlin sống năm 2005 sau khi tốt nghiệp trường Städelschule ở Frankfurt.  Trước đó, ông vẽ tranh tại Viện Hàn lâm Mỹ thuật Hoàng gia Đan Mạch ở Copenhagen. Ông từng hoạt động tại Villa Aurora ở Los Angeles (2006) và Quỹ Nghệ thuật Kadist ở Paris (2009). Ông sống tại cả Berlin và Thành phố México.

## Tác phẩm

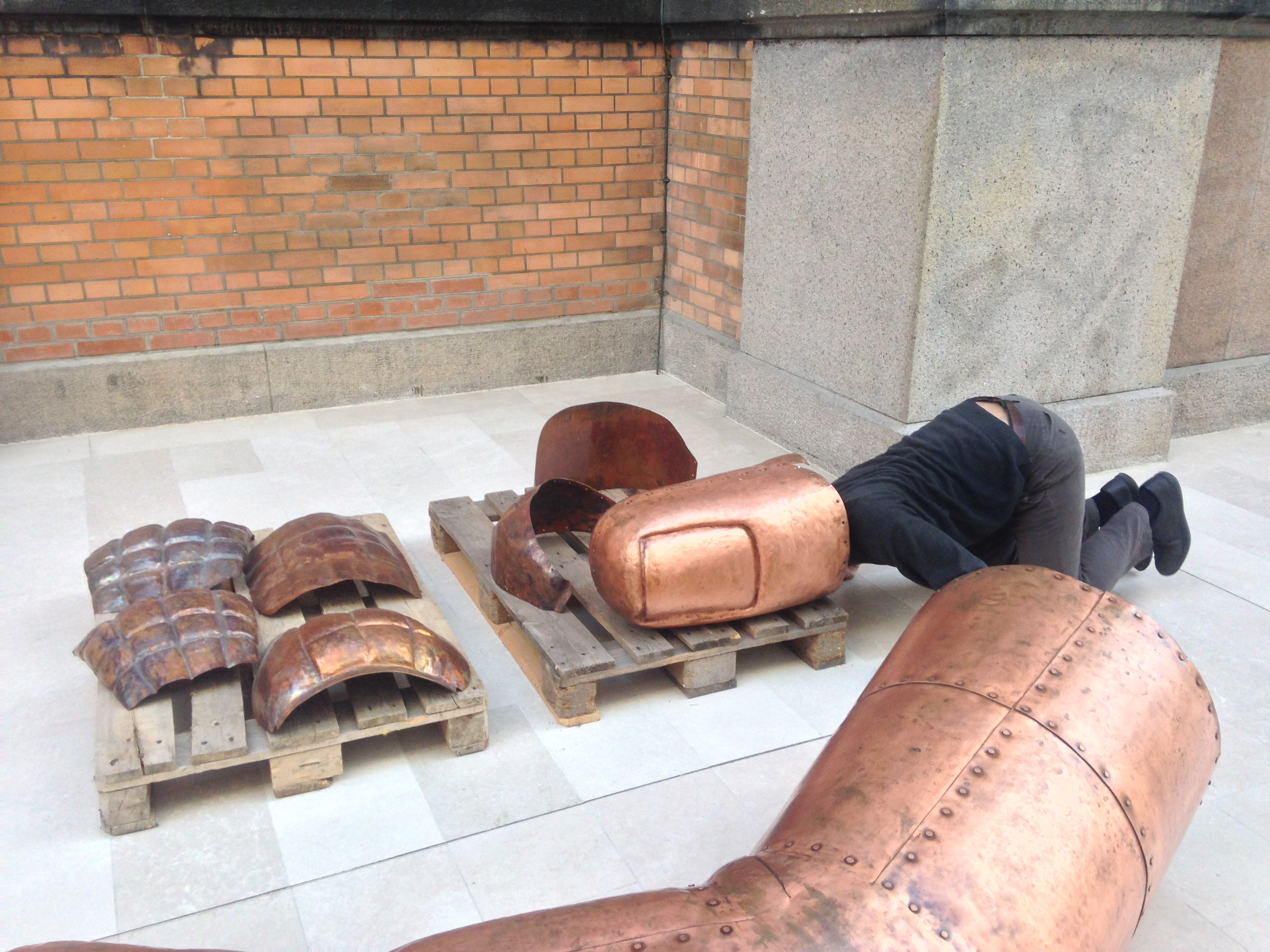
Tác phẩm "We The People", 2010-2013, tại Bảo tàng Nghệ thuật Quốc gia Đan Mạch năm 2013

Các tác phẩm sắp đặt của ông, thường bao gồm các tài liệu, hình ảnh, và các chi tiết chiếm hữu từ các nghệ sĩ khác, thường đề cập đến các đề tài nhận dạng và ý thức thuộc về. Tác phẩm khái niệm Vo Rosasco Rasmussen (2002–) liên quan đến việc nghệ sĩ kết hôn rồi ly dị ngay với một số người có vị trí quan trọng cuộc đời mình; sau mỗi cuộc hôn nhân, ông đã giữ họ của phối ngẫu cũ của mình. Ông đã cưới hai người bạn là Mia Rosasco (một nữ sinh viên tại Bảo tàng Nghệ thuật Quốc gia Đan Mạch) và Mads Rasmussen (một nhân viên pha chế đồ uống tại một quán bar đồng tính ở Copenhagen, nơi Danh Võ cũng từng làm việc). Do đó, tên chính thức trên giấy tờ của ông bây giờ là Trung Kỳ Danh Võ Rosasco Rasmussen. Tác phẩm Oma Totem (2009) là một tác phẩm điêu khắc chồng chất bao gồm những vật dụng mà bà ngoại ông nhận được từ chương trình bảo trợ khi bà đến Đức trong thập niên 1980, trong đó có TV, máy giặt, và tủ lạnh (với thánh giá) cùng nhiều thứ khác.
Trong 2.02.1861 (2009–), nghệ sĩ đã yêu cầu cha mình là Võ Phụng ghi lại bức thư của Thánh tử đạo Jean Théophane Vénard Ven với cha mình trước khi bị chém đầu năm 1861 tại Việt Nam; dù bức thư này có nhiều phiên bản (tính đến năm 2017 đã có 1200 bản), con số sẽ không cố định cho đến khi cha của nghệ sĩ qua đời.
Trong Autoerotic Asphyxiation (2010), Danh Võ đưa ra những hình ảnh tài liệu của các chàng trai Châu Á do Joseph Carrier chụp.  Carrier là một nhà nhân loại học và chuyên gia phản du kích người Mỹ từng hoạt động tại Việt Nam cho RAND Corporation từ 1962 đến 1973. Trong lúc tại Việt Nam, Carrier đã riêng tư ghi chép lại những cử chỉ thân mật tự nhiên mà ông chứng kiến giữa những nam thanh niên ở đó; sau này ông đã để lại cho Danh Võ một loạt hình ảnh đồ sộ mà ông đã chụp được.
Trong dự án We the People, được sáng tạo giữa 2010 và 2012, Danh Võ đã thuê một xưởng đúc ở Thượng Hải đúc lại một bức Tượng Nữ thần Tự do với cỡ bằng thật từ 30 tấn đồng. Thay vì ghép lại khoảng 300 khúc, nghệ sĩ đã đưa những phần lớn của tác phẩm đến 15 địa điểm khắp thế giới khi rời xưởng đúc tại Trung Quốc. Từ giữa tháng 5 đến đầu tháng 12 năm 2014, We the People được triển lãm tại Thành phố New York dưới sự tài trợ của Quỹ Nghệ thuật Công cộng (Public Art Fund), với những phân đoạn được chia ra tại hai địa điểm Công viên Toà thị chính ở Lower Manhattan và Công viên Cầu Brooklyn ở quận Brooklyn. Trong lúc tác phẩm đang được lắp đặt tại Công viên Tòa thị chính, một số bộ phận đã bị ăn cắp, bao gồm các bản sao của dây xích nằm dưới chân của bức tượng nguyên bản.
Trong cuộc triển lãm năm 2013 tại Bảo tàng Solomon R. Guggenheim, Danh Võ đã có tác phẩm để tỏ lòng tôn kính đến nghệ sĩ Martin Wong. Triển lãm gồm có gần 4.000 tác phẩm, hiện vật, và đồ linh tinh nhỏ từng do Wong sở hữu, được cùng đưa ra trong một trưng bày được thiết kế riêng. Tên của cuộc triển lãm là I am you and you are too, chính là câu nói xuất hiện trong danh thiếp và tem thư của Wong.
Một cuộc triển lãm khác trong năm 2013 tại Marian Goodman Gallery ở New York đã chú trọng vào các vật dụng cá nhân của Bộ trưởng Bộ Quốc phòng Hoa Kỳ quá cố Robert McNamara, người được xem là tổng công trình sư của Chiến tranh Việt Nam. Với ý tưởng mở ra một cuộc đối thoại về các lịch sử chung và riêng tư, Danh Võ đã trưng bày hoặc sửa đổi 14 hiện vật được mua lại từ một cuộc đấu giá của Sotheby's —trong đó có cây bút ông dùng để ký bị vọng lục Vịnh Bắc Bộ và một bức hình do Ansel Adams chụp năm 1944.

## Giải thưởng
Ông giành Giải Hugo Boss năm 2012, giải BlauOrange Kunstpreis của ngân hàng Deutschen Volksbanken und Raiffeisenbanken tại Berlin năm 2007, và được đề cử Giải Viện bảo tàng Triển lãm quốc gia cho Nghệ sĩ Trẻ năm 2009.

## Các cuộc triển lãm
Ông có cuộc triển lãm riêng lần đầu năm 2005, tại Galerie Klosterfelde ở Berlin.
Ông đã tham gia La Biennale di Venezia năm 2013. Các tác phẩm của ông đã được triển lãm tại Trung tâm Nghệ thuật Walker ở Minneapolis; Viện Nghệ thuật Chicago; Bảo tàng Solomon R. Guggenheim ở New York; và Bảo tàng Nghệ thuật hiện đại thành phố Paris, Kunsthaus Bregenz ở Áo, Kunsthalle Mainz ở Đức, và nhiều viện nghệ thuật khác.
Năm 2014  ông có một triển lãm chung với Carol Rama tại Bảo tàng Đương đại Nottingham. Ngày 14 tháng 11 năm 2014, cuộc triển lãm của ông tên "الحجارة وادي" (Wād al-ḥaŷara) khai trương tại Museo Jumex ở Thành phố México. Từ ngày 9 tháng 2 đến 9 tháng 5 năm 2018, bảo tàng Bảo tàng Solomon R. Guggenheim có cuộc triển lãm Danh Vo: Take My Breath Away, lần đầu tiên tại Hoa Kỳ quy tụ các tác phẩm trong sự nghiệp của nghệ sĩ.
M+ hơp tác với Quỹ Isamu Noguchi và Viện bảo tàng Garden đã tổ chức một cuộc triển lãm của Isamu Noguchi và Danh Võ vào ngày 16 tháng 11 năm 2018 đến 22 tháng 4 năm 2019 tại M+ Pavilion ở Hồng Kông.

## Thị trường nghệ thuật
Ngày nay, ông được đại diện bởi Marian Goodman Gallery ở Thành phố New York; Galerie Chantal Crousel ở Paris; Xavier Hufkens ở Brussels; và Galerie Buchholz ở Köln. Ông cũng đã từng hợp tác với Isabella Bortolozzi Galerie ở Berlin đến năm 2015.
Một số tác phẩm lớn của ông có thể bán giá lên đến cả triệu đô la Mỹ.

### Vụ kiện năm 2015
Năm 2014, nhà kinh doanh và sưu tầm người Hà Lan Bert Kreuk đã đệ đơn kiện Danh Võ, cáo buộc rằng nghệ sĩ vào tháng 1 năm 2013 đã đồng ý tạo ra một vài tác phẩm mới cho cuộc triển lãm của Kreuk tên là Transforming the Known tại Gemeentemuseum Den Haag, và rằng tác phẩm sẽ được nhà sưu tầm mua lại sau cuộc triển lãm. Trước khi cuộc triển lãm bắt đầu vào tháng 6 năm 2013, Danh Võ đã gửi một tác phẩm đang tồn tại tên là Fiat Veritas (2013), có hình dạng một hộp giấy được dán nhãn bằng một chiếc lá bằng vàng. Tuy nhiên, theo Kreuk thì thỏa thuận là ông phải tạo một tác phẩm mới cho bộ sưu tầm của Kreuk dựa trên loạt tác phẩm cỡ lớn của ông về Budweiser và quốc kỳ Mỹ mà Kreuk ưa thích. Tháng 6 năm 2015, tòa án Rotterdam đã đồng ý với Kreuk và ra lệnh nghệ sĩ phải sáng tác một tác phẩm mới cho nhà sưu tầm trong vòng một năm. Tháng 7 năm 2015, ông đáp lại tòa án bằng cách đề xuất sẽ tạo một tác phẩm trên tường với kích cỡ lớn như yêu cầu của Kreuk, với dòng chữ "Shove it up your ass, you faggot" ("Nhét nó vào đít mày đi, thằng pêđê à"); sau đó, hai bên đã thỏa thuận và nhà sưu tầm chấm dứt đơn kiện.

## Đời sống riêng tư
Gia đình ông có bốn anh em. Các anh em trong gia đình đều học trường Công giáo khi lớn lên tại Đan Mạch.  Ông là người đồng tính và từng kết hôn hai người là Mia Rosasco và Mads Rasmussen.
Ông có một căn nhà ở Thành phố México và một căn hộ ở Berlin.  Ông cũng đang tu sửa một căn nhà ở đảo Pantelleria ngoài khơi Sicilia ở Ý.